# Prosser (Washington)
Prosser es una ciudad ubicada en el condado de Benton en el estado estadounidense de Washington. En el año 2000 tenía una población de 4.838 habitantes y una densidad poblacional de 434,4 personas por km².

## Geografía
Prosser se encuentra ubicada en las coordenadas 46°12′25″N 119°45′56″O / 46.20694, -119.76556.

## Demografía
Según la Oficina del Censo en 2000 los ingresos medios por hogar en la localidad eran de $39.185, y los ingresos medios por familia eran $45.162. Los hombres tenían unos ingresos medios de $36.750 frente a los $26.146 para las mujeres. La renta per cápita para la localidad era de $16.302. Alrededor del 13,5% de la población estaban por debajo del umbral de pobreza.